# Новгородский тысяцкий
Ты́сяцкий — должностное лицо в Новгородской республике.
Вечевой строй Новгородской республики наложил особый отпечаток на сущность должности тысяцкого. Как и в других древнерусских городах, должность тысяцкого выросла из сотенной структуры Великого Новгорода, но в отличие от других городов здесь сотенная система деления города сосуществовала с более органичной кончанской системой (деление города на концы и улицы), уходящей корнями в историческую топографию Новгорода и подчиненной боярскому управлению. Связанная с организацией княжеского управления в городе и распространявшаяся на пришлое население посада, сотенная система первоначально контролировалась князьями, назначавших своих тысяцких. Постоянная борьба между князьями и кончанским боярством, стремившимся поставить под республиканский контроль все органы власти в городе, в результате привела к учреждению в конце XII века должности выборного тысяцкого, избиравшегося на вече. Эта реформа ещё более укрепила позиции новгородского боярства и привела к подчинению сотен общегородскому вечу и вхождению их в состав концов.
Первым новгородским тысяцким летописный список называет Миронега. Его избрание на эту должность произошло около 1190 года.
В отличие от других древнерусских городов в Великом Новгороде в XII — XIII веках деятельность тысяцких в первую очередь была связана с представительством от житьих (меньших бояр) и черных людей (низшего, непривилегированного слоя городских жителей). В функции тысяцкого также вошли торговый суд (в его компетенцию входили тяжбы по торговым делам, а также все споры русских с иностранцами в Новгороде) и организация наблюдения над торговыми мерами. Тысяцкие являлись непременными участниками торговых соглашений Новгорода, переговоров с иностранными послами и посольств к русским князьям.
Первые новгородские тысяцкие не были боярами, а избирались из числа житьих людей и в своей деятельности были подотчетны только вече. Таким образом, через институт тысяцких осуществлялось участие в управлении государством и других сословий, помимо боярства.
С первой четверти XIV века в тысяцкие начинают избирать бояр, которые таким образом захватывают второй после должности посадника ключевой пост в городском управлении. Первым посадником после исполнения обязанностей тысяцкого стал боярин Остафий Дворянинец. В дальнейшем должность тысяцкого для многих деятелей Новгородской республики становится ступенью перед избранием в посадники. Со времени посадничества Остафия Дворянинца боярство окончательно берет под свой контроль сотенную систему, торговый суд, представительство же других сословий во власти становится фиктивным.
В ходе реформы городского управления, проведённой в середине XIV века, новгородское тысяцкое было преобразовано в коллективный орган власти. Возглавлял его степенный (главный) тысяцкий, выступавший от имени всего «Господина Великого Новгорода», которому подчинялись кончанские тысяцкие. В XV столетии была введена ежегодная ротация степенных тысяцких, что позволяло обеспечивать равное представительство на этой должности бояр от разных городских концов.
После присоединения Великого Новгорода к Великому княжеству Московскому в 1478 году должность тысяцкого окончательно упраздняется.

## Список тысяцких

### Тысяцкие кон.XII— 1-й пол.XIV века
- Миронег (около 1190)
- Яков (конец XII века)
- Якун Намнежич (1215 и 1219)
- Семьюн Емин (в 1219)
- Вячеслав (1228)
- Борис Негочевич (1228—1230)[1]
- Микита Петрилович (с 1230)
- Фед Якунович (1234)[2]
- Клим (1255—1257)
- Жирослав (1257—1264)
- Кондрат (1264—1268)
- Ратибор Клуксович (1268—1270)
- Иван (до 1286)
- Андреян Олферьевич (1286—1294)
- Аврам (1323, 1327—1329, 1340, 1345 и в 1348)
- Остафий Дворянинец (до 1327 и в 1331—1335)
- Остафий (1342)
- Иван Федорович (1350)

### Степенные тысяцкие 2-й пол. XIV — XV веков
- Фалалей Андреанович (1360-е ?)
- Елисей Онаньинич (1370—1371; 1373; 1376—1377)
- Матфей Фалелеевич (1371—1372) и (1373—1376)
- Иосиф Фалалеевич|Есиф Фалелеевич (1391)
- Микита Фёдорович (1392—1397)
- Василий Есифович Нос (до 1405 и 1410—1411)
- Иван Александрович (до 1409)
- Кирилл Дмитриевич (1409; 1412)
- Онанья Константинович (1413)
- Александр Игнатьевич (1414—1416)[3]
- Борис Васильевич (1416—1417)
- Кузьма Терентьевич (1417;1419—1421; 1427)
- Аврам Стефанович (1422—1423)
- Оникий Власьевич (1423—1424)
- Фёдор (1434)
- Ананий Васильевич (1435)
- Дмитрий Васильевич Глухов (1435)
- Фёдор Олисеевич (1435)
- Фёдор Яковлевич (1436)
- Иван Лукинич Щока (1438)
- Ананий Семёнович (1438—1439)
- Семён Тимофеевич (1441)
- Карп Савинич (1448)
- Ефим Семенович (1448)
- Михаил Андреевич (с 1450; 1456; 1461)
- Оникий Власьевич (около 1452)
- Яков Иванович (1456)
- Василий Пантелеевич (1456)
- Василий Александрович Казимир (1459)
- Лука Фёдорович (1462)
- Яков Игнатьевич Лозьев (до 1463)
- Михаил Исакович (1466)
- Трифон Юрьевич (1468)
- Василий Максимович (1470—1471 и 1477)
- Матфей Селезнёв (до 1475)
- Василий Есифович (1475—1476)
- Фёдор Лукинич (1476—1477)